# Absam-Schanzen
Die Absam-Schanzen in Absam bestehen aus mehreren Skisprungschanzen. Zur Bettelwurfschanze gehören vier kleinere Schanzen der Kategorien K 5, K 15, K 19 und K 40 und zur FISU-Schanze gehört eine Mittelschanze der Kategorie K 63. Nur die Schanzen K 5 und K 15 sind mit Matten belegt. 

## Geschichte
Die K-70-Schanze wurde für die Winter-Universiade 1968 gebaut. Fertiggestellt wurde sie ein Jahr vor der Universiade. Neben der K 70 wurde die Bettelwurfschanze gebaut. 1970 wurde für den kleineren Nachwuchs eine Kinderschanze erstellt. Im Jahr 2000 wurde die gesamte Anlage umgebaut. Zwei Jahre später kam noch eine K-30-Schanze hinzu. 
In den Jahren 2006/07 wurde die K-70-Schanze auf K 76 erweitert. Seitdem heißt sie FISU-Schanze. Die Schanze bekam nach dem Umbau kein neues FIS-Zertifikat; es gab Probleme mit dem Aufsprungprofil, und so musste sie im August 2008 ein weiteres Mal umgestaltet werden. Danach bekam sie ihr neues FIS-Zertifikat.